# تپه بالانج (لیلی تپه)
تپه بالانج (لیلی تپه) مربوط به دوران پیش از تاریخ ایران باستان است و در شهرستان اورمیه، روستای بالانج واقع شده و این اثر در تاریخ ۱ آذر ۱۳۴۴ با شمارهٔ ثبت ۴۵۸ به‌عنوان یکی از آثار ملی ایران به ثبت رسیده است.
لیلی تپه، نام تپه‌ای در شمال شرقی روستای بالانج می‌باشد که از یک سمت به خانه‌های روستاییان چسبیده و از سه سمت دیگر در محاصره باغ‌های سیب است که منظره‌ای زیبا و دلنشین را پدیدآورده است.